# Typenschein (Österreich)
Der Typenschein belegt, dass für ein Fahrzeug eine Typengenehmigung mit (in Bezug auf Österreich) nationaler Geltung erteilt wurde, und wird vom Erzeuger oder bei ausländischen Erzeugern dessen Bevollmächtigtem (Importeur) ausgestellt. Dabei werden von diesem auch die Genehmigungsdaten des Fahrzeuges in die Genehmigungsdatenbank eingegeben.
Den Typenschein bekommt man inzwischen nur noch für Fahrzeuge mit österreichischer nationaler Typengenehmigung. Das sind derzeit LKW, Anhänger und Traktoren ab 40 bis 50 km/h.
Für Fahrzeuge mit österreichischer nationaler Einzelgenehmigung bekommt man einen
Einzelgenehmigungsbescheid.
Für Fahrzeuge mit ECE-Homologation (EG-Typgenehmigung bzw. EG-Betriebserlaubnis) - derzeit PKW, Motorräder, Traktoren bis 40 km/h, sog. Quads sowie vierrädrige Leichtfahrzeuge (amtlich: Leichtkraftfahrzeug bzw. leichtes vierrädriges Kraftfahrzeug) - bekommt man eine EU-Konformitätserklärung oder einen Datenauszug aus der Genehmigungsdatenbank.
Der Typenschein besteht aus drei Teilen:
- Typengenehmigung
- Technische Beschreibung
- Zulassungsdaten

Der Typenschein ist im § 30 des Kraftfahrgesetz 1967 und § 21a der Kraftfahrgesetz-Durchführungsverordnung 1967 geregelt. Die EG-Betriebserlaubnis ist im § 21b der Kraftfahrgesetz-Durchführungsverordnung 1967 geregelt.

## Typengenehmigung
Die Typengenehmigung ist eine Kopie des Bescheides, mit dem ein bestimmter Typ eines Fahrzeuges generell in Österreich zum Gebrauch genehmigt wird. Um diese Typengenehmigung muss sich der Fahrzeughersteller oder der Importeur bemühen. Obwohl der Bescheid von der Landesregierung ausgestellt wird, ist er österreichweit gültig.

## Technische Beschreibung
In der Technischen Beschreibung stehen alle wichtigen Daten, wie Motornummer und Fahrgestellnummer, aber auch welche Reifen benutzt werden dürfen. Die zulässigen Gewichte, wie Eigengewicht und Nutzlasten sind darin vermerkt.
Die Angaben reichen von Leistung, Bremssystem bis zu den Lärmemissionen.
Im Gegensatz zum in Deutschland verwendeten Fahrzeugbrief sind im österreichischen Typenschein auch Zeichnungen der genehmigten Fahrzeugtype enthalten, welche unter anderem das Fahrzeug mit Bemaßung der Abmessungen sowie das Bremsschema desselben darstellen.
Änderungen, die den Eintragungen widersprechen, z. B. Anhängerkupplungen, müssen nachträglich eingetragen werden. Werden am Fahrzeug Änderungen durchgeführt, die nicht im Typenschein vermerkt sein, so besteht die Gefahr, dass bei einem Unfall die Haftpflichtversicherung ihre Leistungen ablehnt. Die Gefahr besteht besonders bei Reifen, die nicht laut Typenschein vorgesehen sind.

## Zulassungsdaten
Im dritten Teil stehen die An- und Abmeldedaten der jeweiligen Eigentümer. So sind aus dem Typenschein alle bisherigen Besitzer des Fahrzeuges ersichtlich, das beginnt mit Erzeuger und endet mit letztzugelassenem Kennzeichen, Zulassungsbesitzer.

## Verwendung und Geschichte
Für Motorfahrräder (auch Moped genannt) gab es vor Inkrafttreten des Kraftfahrgesetzes 1967 keine Typenscheine, sondern nur Bestätigungen des Herstellers oder Generalimporteurs, aus denen die technischen Daten des Motors hervorgingen. Bei Abmeldung und Eigentumsübertragung wurde diese Bestätigung ungültig gemacht und die Daten bei Neuanmeldung in einen neuen Zulassungsschein, Zulassungsbescheinigung eingetragen.
Bei Fahrzeugen, die geleast oder mittels Kredit gekauft werden, wurde der Typenschein meist bei der Leasingfirma oder beim Kreditinstitut als Sicherstellung einbehalten.
Für jedes Fahrzeug, das in Österreich zugelassen wurde, war ein Typenschein notwendig. Wer sich ab 1. Juli 2007 ein neues Auto gekauft hat, erhält anstelle des Typenscheindokumentes einen Auszug aus der Genehmigungsdatenbank.
Im Jahr 2005 gab es für bestimmte Fahrzeuge eine EU-weite Harmonisierung der Typenscheine zur Zulassungsbescheinigung.
Inzwischen ist eine Typengenehmigung nur noch für Fahrzeuge möglich, die nicht als PKW, Motorrad oder Zugmaschine klassifiziert sind.